# 페니 퓰러

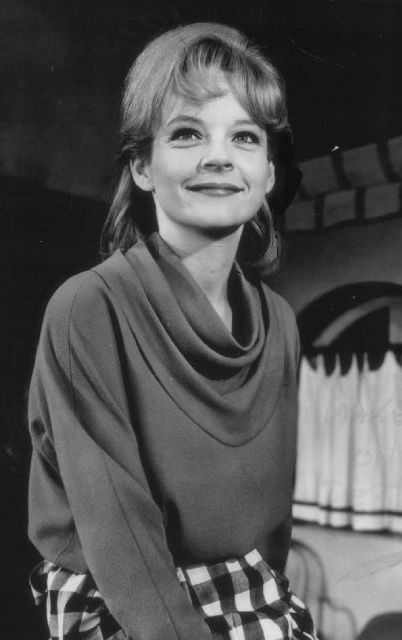

페니 퓰러(Penny Fuller, 1940년 7월 21일 ~ )는 미국의 텔레비전 배우, 영화배우, 연극 배우이다.

## 영화
- 저징 에이미 (1999년)
- 다니엘 스틸 - 스타 (1993년)
- 비버리 힐빌리즈 (1993년)
- 스내처 (1992년)
- 로즈 화이트 (1992년)
- 결혼 이야기 (1992년)
- 배반의 키스 (1991년)
- 벤의 비밀 (1990년)
- 폭우 속의 참사 (1989년)
- 라이센스 투 킬 (1984년)
- 뜨거운 양철 지붕 위의 고양이 (1984년)
- 엠버 웨이브 (1980년)
- 사랑의 유람선 (1977년)
- 모두가 대통령의 사람들 (1976년)
- 명탐정 바나비 존즈 (1973년)
- 여감방의 비밀 (1971년)
- FBI (1965년)